# أكسل مولر (سياسي)
أكسل مولر هو قاضي وسياسي ألماني، ولد في 24 يوليو 1963 في إسلينغن آم نيكار في ألمانيا. نشط حزبياً في الاتحاد الديمقراطي المسيحي. في الانتخابات الفيدرالية الألمانية 2017، انتخب عضو في البوندستاغ الألماني عن دائرة Ravensburg (electoral district) ‏ وقد انضم خلال البوندستاغ الألماني التاسع عشر (24 أكتوبر 2017 – ) للكتلة البرلمانية الكتلة البرلمانية لائتلاف الاتحاد الديمقراطي المسيحي / الاتحاد الاجتماعي المسيحي في البوندستاغ ‏.

## وصلات خارجية
- الموقع الرسمي